# Max Bank
 For alternative betydninger, se Haandværkerbanken. (Se også artikler, som begynder med Haandværkerbanken)
Max Bank A/S var en dansk bank med hovedsæde i Næstved. Banken blev grundlagt 7. september 1901 som Haandværker- og Detailhandlerbanken for Næstved og Omegn A/S. I 1918 forandredes bankens navn til Haandværker-, Handels- og Landbrugsbanken A/S, i 2003 til hvb Bank og ved årsskiftet 2004/05 til Max Bank A/S. Den blev etableret af en række lokale erhvervsfolk, der ønskede et alternativ til de etablerede banker.
Banken krakkede i 2011 og blev overtaget af Sparekassen Sjælland.

## Historie
Virksomheden påbegyndtes den 15. august 1902 i et lejet lokale hos sagfører Jacob Petersen, Axeltorv 1. Bankens første bestyrelse bestod af den socialdemokratiske bogtrykker Carl H. Christensen, som også blev bankens første direktør, urmager August Fr. Joost, glarmester Jens A. Pedersen, købmand Knud O.E. Jensen, købmand Anders S. Caspersen, ølhandler Peder Jørgensen, gæstgiver Chr. Hemmingsen, fhv. gårdejer Hans P. Larsen og branddirektør Simon J.A. Matthiessen.
I 1913-14 fik banken et hovedsæde i Jernbanegade 9 tegnet af Julius Smith i nationalromantisk stil. Bankdirektør Christensen havde lært Smith at kende fra projekteringen af elværket i Næstved. 1906 købte banken grunden af gartner Boeck, og i 1912 vedtog den at bygge. Smiths projekt vandt en arkitektkonkurrence, hvor også de lokale arkitekter Beldring og Johannes Tidemand-Dal deltog. Næstved Tidende roste projektet i avisen 18. december 1912: "I Løbet af næste Aar vil Næstved have en statelig Bankbygning mere ... Ogsaa i sit Ydre, den solide Granitfacade i Stueetagen m.v., vil den ny Bygning blive en pryd for sin By."

### Skandalen efter besættelsen
Fra slutningen af 1930'erne var Erik Munk Petersen direktør for Haandværker-, Handels- og Landbrugsbanken. Under besættelsen optrådte han i en besynderlig dobbeltrolle, idet han fik banken til at skyde penge i A/S Dansk Jernvare Industri, som blev stiftet 28. oktober 1942 på borgmester Regner Calums kontor. Hensigten vat at starte en hesteskofabrik. Calum blev formand for bestyrelsen og Munk Petersen bestyrelsesmedlem. Fabrikken kom dog aldrig til at producere hestesko, men havde i stedet bl.a. underleverancer til Riffelsyndikatet i København og dermed til værnemagten. Samtidig var bankdirektøren involveret i modstandsbevægelsen for Frit Danmark. 14. oktober 1948 gik Dansk Jernvare Industri konkurs og var tæt ved at rive banken med. Direktør Munk Petersen fratrådte, og banken blev rekonstrueret 1948-49 under medvirken af Banktilsynet, fire andre banker og Næstved Kommune.
I december 1948 blev Munk Petersen arresteret, tiltalt for medvirken til skattesvig og i februar 1949 også for overtrædelse af Bankloven, Pengeloven og Aktieselskabsloven. 1950-51 idømtes den fhv. bankdirektør 1½ års fængsel, mens bankens bestyrelsesformand og bestyrelsesmedlemmer måtte acceptere bøder på hhv. 5.000 og 2.000 kr. Ny bankdirektør blev K.O. Petersen (Kaj O. Petersen).

### Senere historie
Bestyrelsen bestod i 1950 af forpagter P. Schack, der var formand, sognerådsformand N.C. Ælkær, glarmester N. Juel Pedersen, købmand R. Rasmussen og kollektør H. Birkedal.
I 1950 havde banken filialer i Glumsø, Fuglebjerg, Karrebæksminde, Herlufmagle, Toksværd og Everdrup. Aktiekapitalen udgjorde dette år 1.015.000 kr.
I 1973 lod banken sit hovedsæde i Jernbanegade udvide med en ejendom i nr. 11 opført ved arkitekt Peter Karstensen og taget i brug 21. januar 1974 og officielt indviet marts/april samme år.
I 1990 etablerede banken et selvstændigt erhvervscenter og foretog i 1994 en udvidelse af hovedsædet ved arkitekt Jan Høyer Hansen, Erik Jensen Design as, Jyderup. I 1995 etablerede den et investeringscenter ved at sammenlægge en række afdelinger.
2001 fejrede banken sit 100 års jubilæum og i 2004 blev café-indretningen lanceret med åbning af Vordingborg Afdeling.

### 2000'erne: Nyt hovedsæde, udlån til spekulative byggeprojekter og krak
21. maj 2005 flyttede Max Banks privatkundeafdeling til Grønnegade 20 og 4. april 2009 flyttede hovedsædet til en nyopført bygning, Aquahuset, på Femøvej 3, tegnet af Juul Frost og opført 2007-09 for Nordicom. I februar 2007 kunne Max Bank åbne landets første Bank•Butik i M.P. Bruuns Gade i Århus.
2. oktober 2007 stadfæstede Konkurrenceankenævnet Konkurrencerådets afgørelse om, at Max Bank sammen med en række andre sjællandske pengeinstitutter har brudt konkurrenceloven ved at indgå i et kartelsamarbejde omfattende ulovlige aftaler om markedsdeling og samordning af pris- og gebyrpolitik.. Max Bank var dog forinden afgørelsen blevet ekskluderet fra kartelsamarbejdet. 
I 2010 fusionede banken med Skælskør Bank og blev Sydvestsjællands største bank, men i efteråret 2011 krakkede banken.

## Afdelinger
Bankens hovedkontor ligger i Næstved. Her ligger desuden to filialer. Ud over Næstved har banken filialer i:
- Slagelse
- Vordingborg
- Haslev
- Faxe
- Herlufmagle
- Dalmose
- Kalundborg
- Korsør
- Skælskør
- Sorø

## Ledelse

### Direktion
Denne liste er ufuldstændig; hjælp gerne med at udfylde den.
- 1901-1931: Carl H. Christensen, adm. direktør (døde i embedet)
- -1948: Erik Munk Petersen, adm. direktør
- 1948-1982: K.O. Petersen, adm. direktør
- 1990-2002: Hermann Höhrmann, adm. direktør (døde i embedet som blot 50-årig)
- 2002-2003: Hans Verner Larsen, adm. direktør (konstitueret)
- 2003-2007: Allan Weirup, adm. direktør
- 2007-2008: Hans Verner Larsen, adm. direktør (konstitueret)
- 2008-2011: Henrik Lund, adm. direktør
  - 2008-2010: Hans Verner Larsen, direktør
  - 2011-2011: Henrik Borup Jeppesen, direktør

### Bestyrelsesformænd
Denne liste er ufuldstændig; hjælp gerne med at udfylde den.
- Hans Fossing Nielsen